# Cuchilla del Ombú

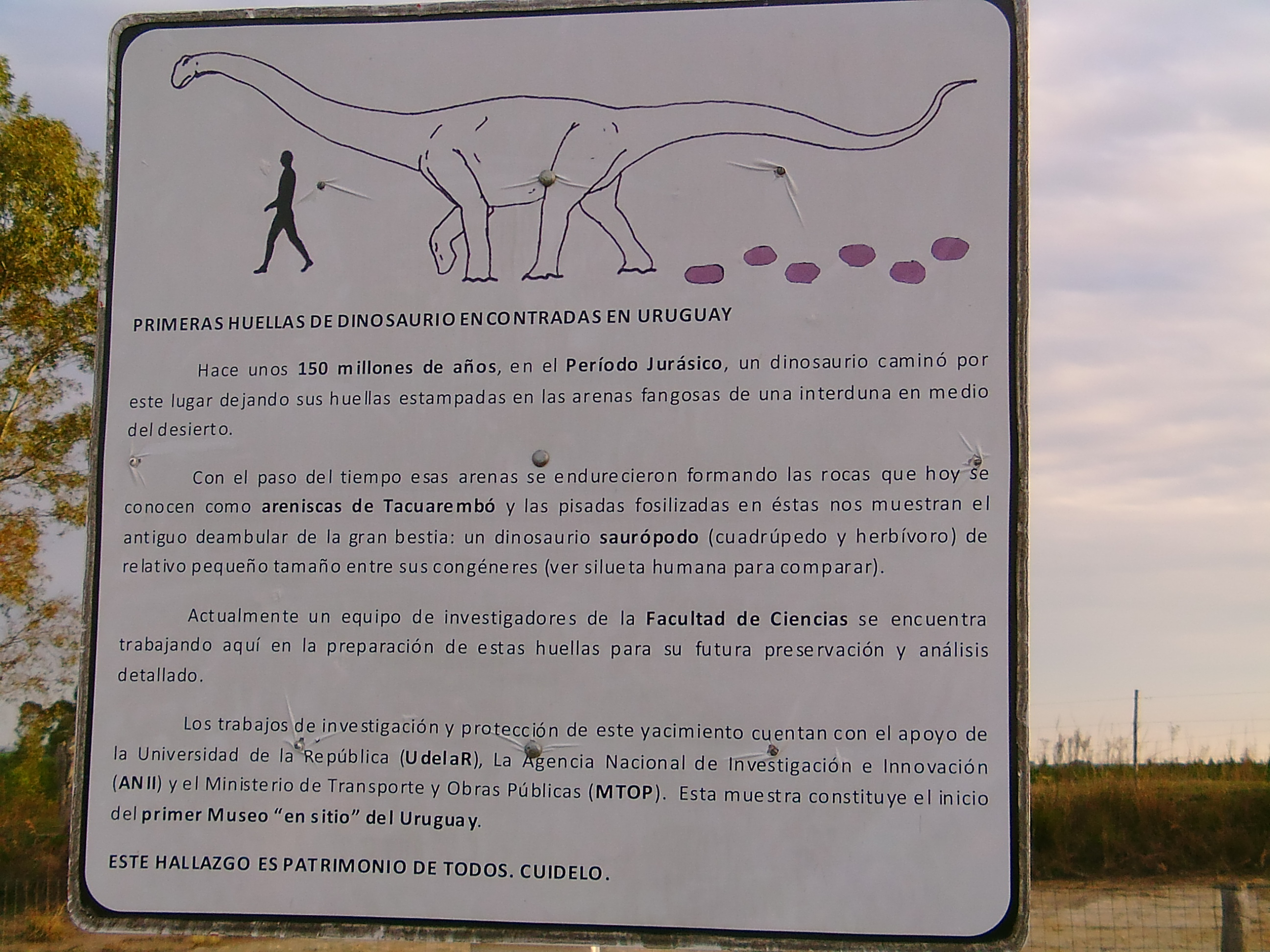
Huella de Dinosaurios, Cuchilla del Ombú, departamento de Tacuarembó

Cuchilla del Ombú es una localidad uruguaya del departamento de Tacuarembó.

## Ubicación
La localidad se encuentra situada en la zona noreste del departamento de Tacuarembó, sobre la cuchilla de igual nombre, y al este del arroyo del Ombú, afluente del Tres Cruces. Posee acceso por camino vecinal desde el km 263 de la ruta 26, de la cual la separan 1.5 km. Dista 30 km de la capital departamental Tacuarembó y 26 km de la localidad de Ansina.

## Población
Según el censo del año 2011 la localidad contaba con una población de 87 habitantes.
| 120           | 87 |
| (Fuente: INE) |    |